# Trung A-hàm
Trung A-hàm kinh (chữ Hán: 中阿含經; tiếng Phạn: Madhyama Āgama) là một trong bốn bộ kinh A-hàm trong Đại tạng kinh, chứa 222 bài giảng trong 18 chương. Nguyên bản bằng tiếng Phạn đã bị thất lạc, chỉ còn bảo tồn được bản dịch Hán ngữ (được xếp vào Taishō Tripiṭaka 26). Trung A-hàm được xếp tương đương với Trung Bộ (Majjhima Nikaya) trong hệ kinh điển bằng tiếng Pali, gồm 152 bài giảng trong 15 chương.